# Bloße
De Bloße is een 2536 m.ü.A. hoge berg in de Ötztaler Alpen in de Oostenrijkse deelstaat Tirol.
De berg is een van de noordelijke bergtoppen van de Geigenkam, een subgroep van de Ötztaler Alpen. De top van de Bloße ligt hemelsbreed drie kilometer ten zuidwesten van Sautens, een dorp aan het begin van het Ötztal. Ten zuidoosten van Sautens begint een pad dat loopt langs het gehucht Haderlehn en langs de Knappenlöcher aldaar, waar in de Middeleeuwen kopererts gewonnen werd. Het pad loopt langs de Karbach, een zijstroompje van de Ötztaler Ache door het bos Haderwald omhoog. Via de Karalpe (2122 m.ü.A.) kan vervolgens de top van de Bloße bereikt worden. Het pad loopt over de top door naar de top van de 1200 meter zuidelijker gelegen Hoher Karkopf (2686 m.ü.A.),